# Дуглас, Алекс
Алекс Раймонд Дуглас (швед. Alex Raymond Douglas; род. 17 августа 2001, Стокгольм) — шведский футболист, защитник «Вестероса» и сборной Швеции.

## Клубная карьера
Является воспитанником «Хаммарбю», где прошёл путь от детской команды до молодёжной. Осенью 2017 года провёл два матча в юношеской лиге УЕФА против «Аякса». Летом 2019 года перешёл в испанский «Сан-Роке». В его составе провёл два матча в Терсере.
Летом 2020 года вернулся в Швецию, где присоединился к «Стокгольм Интернасионале», за который выступал во втором дивизионе. Затем в начале 2021 года перешёл в «Хаммарбю Таланг», где провёл 20 игр в рамках первого дивизиона. 22 марта 2022 года стал игроком «Вестероса», подписав с клубом контракт, рассчитанный на три года. Первую игру за новый клуб в Суперэттане провёл 25 апреля против «Эстера», заменив в конце встречи Педро Рибейро. В сезоне 2023 года вместе с клубом занял первое место в турнирной таблице и вышел в Алльсвенскан. В межсезонье интерес к защитнику проявляли «Хеккен» и «Хаммарбю», но Дуглас остался в «Вестеросе». 1 апреля 2024 года во встрече первого тура с АИК дебютировал в чемпионате Швеции, появившись на поле в стартовом составе.

## Клубная статистика
| Выступление              | Выступление      | Выступление      | Лига | Лига | Кубки | Кубки | Конт. кубки | Конт. кубки | Итого | Итого |
| Клуб                     | Лига             | Сезон            | Игры | Голы | Игры  | Голы  | Игры        | Голы        | Игры  | Голы  |
| ------------------------ | ---------------- | ---------------- | ---- | ---- | ----- | ----- | ----------- | ----------- | ----- | ----- |
| Сан-Роке                 | Терсера          | 2019/20          | 2    | 0    | 0     | 0     | 0           | 0           | 2     | 0     |
| Сан-Роке                 | Итого            | Итого            | 2    | 0    | 0     | 0     | 0           | 0           | 2     | 0     |
| Стокгольм Интернасионале | Дивизион 2       | 2020             | 10   | 0    | 1     | 0     | 0           | 0           | 11    | 0     |
| Стокгольм Интернасионале | Итого            | Итого            | 10   | 0    | 1     | 0     | 0           | 0           | 11    | 0     |
| Хаммарбю Таланг          | Дивизион 1       | 2021             | 20   | 0    | 0     | 0     | 0           | 0           | 20    | 0     |
| Хаммарбю Таланг          | Итого            | Итого            | 20   | 0    | 0     | 0     | 0           | 0           | 20    | 0     |
| Вестерос                 | Суперэттан       | 2022             | 20   | 0    | 1     | 0     | 0           | 0           | 21    | 0     |
| Вестерос                 | Суперэттан       | 2023             | 29   | 0    | 4     | 0     | 0           | 0           | 33    | 0     |
| Вестерос                 | Алльсвенскан     | 2024             | 2    | 0    | 3     | 0     | 0           | 0           | 5     | 0     |
| Вестерос                 | Итого            | Итого            | 51   | 0    | 8     | 0     | 0           | 0           | 59    | 0     |
| ИФК Эскильстуна          | Дивизион 2       | 2022             | 3    | 0    | 0     | 0     | 0           | 0           | 3     | 0     |
| ИФК Эскильстуна          | Итого            | Итого            | 3    | 0    | 0     | 0     | 0           | 0           | 3     | 0     |
| Всего за карьеру         | Всего за карьеру | Всего за карьеру | 86   | 0    | 9     | 0     | 0           | 0           | 95    | 0     |